# Quelques jours de la vie d'Oblomov
Pour plus de détails, voir Fiche technique et Distribution.
Quelques jours de la vie d'Oblomov (Несколько дней из жизни И. И. Обломова) est un film soviétique réalisé par Nikita Mikhalkov, sorti en 1980.

## Synopsis
Une adaptation du roman Oblomov de Ivan Gontcharov.

## Fiche technique
- Titre : Quelques jours de la vie d'Oblomov
- Titre original : Несколько дней из жизни И. И. Обломова
- Réalisation : Nikita Mikhalkov
- Scénario : Aleksandr Adabashyan d'après Ivan Gontcharov
- Pays d'origine : Russie
- Format : Couleurs - 1,37:1 - Mono - 35 mm
- Genre : Drame
- Durée : 140 minutes
- Date de sortie : 1980

## Distribution
- Oleg Tabakov : Ilya Ilyich Oblomov
- Iouri Bogatyriov : Andrei Ivanovich Stoltz
- Andreï Popov : Zakhar, serviteur d'Oblomov
- Yelena Solovey : Olga
- Avangard Leontiev : Alekseïev
- Andrei Razoumovski : Ilya enfant
- Oleg Kozlov : Stoltz enfant
- Elena Klechtchevskaïa : Katia
- Galina Chostko : tante d'Olga
- Gleb Strizhenov (ru) : baron von Langwagen
- Evgueni Steblov : père d'Oblomov
- Evguenia Glouchenko : mère d'Oblomov
- Nikolaï Pastoukhov : père de Stoltz
- Fiodor Stoukov (ru) : Andrioucha Oblomov
- Oleg Bassilachvili : homme à Saint-Pétersbourg
- Leonid Kharitonov[réf. nécessaire] : Louka Savvitch
- Pavel Kadotchnikov : Pavel Petrovitch
- Nikolaï Bourliaïev : invité